# 1578 год в науке
В 1578 году произошли различные научные и технологические события, некоторые из которых представлены ниже.

## События
- 31 мая итальянские рабочие, занятые на земляных работах на Салярской дороге, наткнулись на каменные плиты, покрытые древними надписями и изображениями. Это означало вторичное открытие римских катакомб[1][2].
- Папа Григорий XIII создаёт в Ватикане обсерваторию («Григорианскую башню»), чтобы подготовить реформу календаря (то есть переход от юлианского календаря к григорианскому, 1582 год)[3].

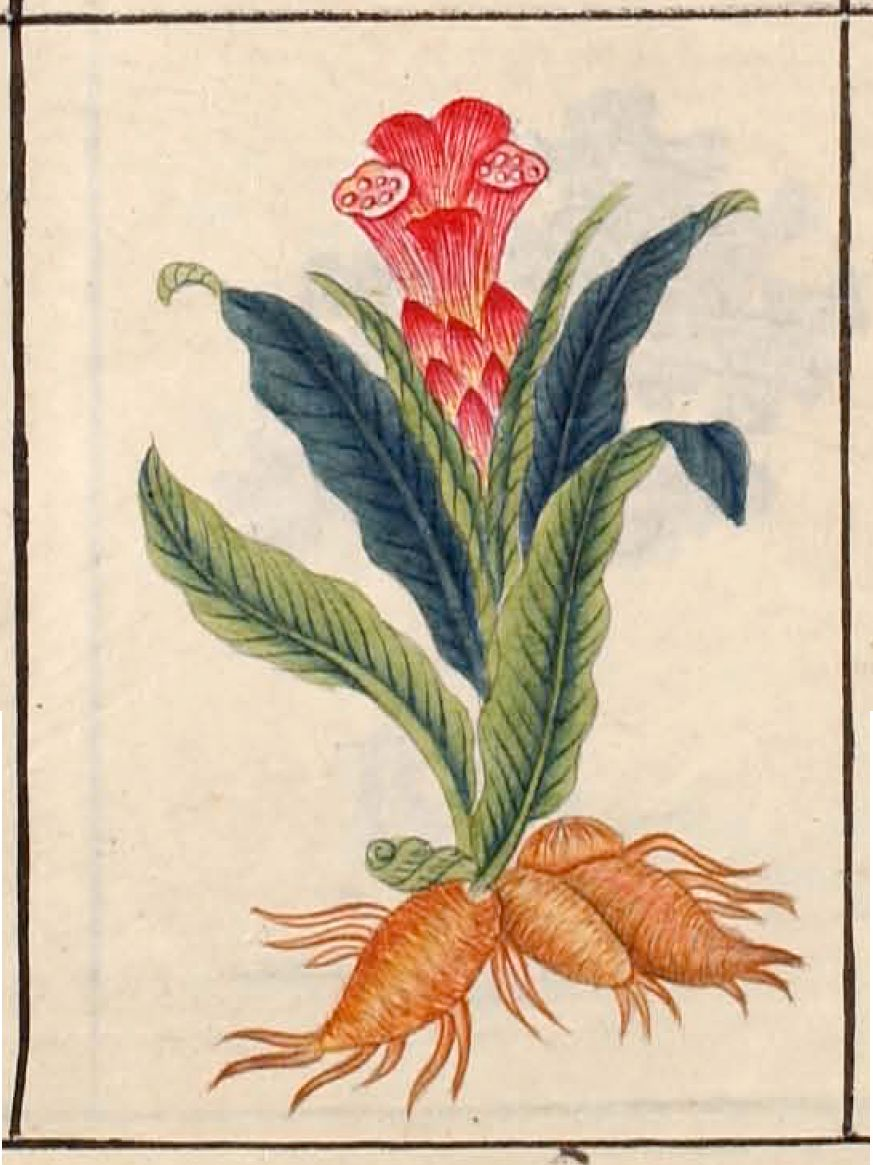
Иллюстрация из «Бэньцао ганму»

## Публикации
- Джамбатиста Бенедетти: De temporum emendatione opinion.
- Герард Меркатор публикует второй раздел своего Атласа.
- Иоганн Преториус: De cometis, qui antea visi sunt, et de eo, qui novissime mense novembri apparuit, narratio.
- Ли Шичжэнь завершил первый набросок своего труда Бэньцао ганму (вышел в свет в 1596 году, посмертно). Описаны более 1500 лекарственных растений.

## Родились
См. также: Категория:Родившиеся в 1578 году
- 1 апреля — Уильям Гарвей, английский врач, основоположник физиологии и эмбриологии (ум. в 1657 году).
- Бенедетто Кастелли, итальянский физик и математик, друг и ученик Галилея, основоположник гидрометрии (ум. в 1643 году).
- Адриан Ван ден Спигель, фламандский анатом и ботаник (ум. в 1625 году).

## Скончались
См. также: Категория:Умершие в 1578 году
- 11 августа — Педру Нуниш, португальский математик и изобретатель, в его честь назван нониус (род. в 1502 году).
- 12 октября — Корнелиус Гемма, врач и астроном (род. в 1535 году).